# Горохова, Евдокия Николаевна
Евдоки́я Никола́евна Горо́хова (12 декабря 1924, Береляхский наслег, Аллаиховский район, Якутская АССР — 12 марта 2014) — советский партийный и государственный деятель, Председатель Президиума Верховного Совета Якутской АССР, заместитель Председателя Президиума Верховного Совета РСФСР (1980—1985).

## Биография
В 1946 году окончила Булунское педагогическое училище по специальности «учитель начальных классов» и начала работать в Аллаиховской школе. Вскоре была избрана первым секретарём райкома комсомола.
Член КПСС с 1948 года.
В 1950—1952 гг. работала секретарем Якутского обкома ВЛКСМ.
В 1952—1956 гг. — секретарь Жиганского районного комитета КПСС.
С 1960 по 1977 гг. — первый секретарь Аллаиховского районного комитета КПСС.
В 1979 г. была одновременно избрана депутатом Верховного Совета Якутской АССР и РСФСР; а затем на очередных сессиях — Председателем Президиума Верховного Совета Якутской АССР, заместителем Председателя Президиума Верховного Совета РСФСР.
С 1985 года — персональный пенсионер союзного значения.
Умерла 12 марта 2014 года.

## Награды и звания
- Орден Октябрьской Революции
- Орден Трудового Красного Знамени
- Орден «Знак Почёта»
- Медали
- Заслуженный работник народного хозяйства Якутской АССР
- Почётный гражданин Республики Саха (Якутия) (2004)[1]
- Почётный гражданин Аллаиховского улуса